# Метт Болді
Метт Болді (англ. Matt Boldy; нар. 5 квітня 2001, Мілліс) — американський хокеїст, крайній нападник клубу НХЛ «Міннесота Вайлд». Гравець збірної команди США.

## Ігрова кар'єра
Хокейну кар'єру розпочав 2016 року виступами за команду «Декстер Скул».
З 2017 року в складі юніорської збірної США за програмою розвитку юніорського хокею США.
Центральне скаутське бюро НХЛ оцінило Метта за рейтингом А напередодні драфту.
2019 року був обраний на драфті НХЛ під 12-м загальним номером командою «Міннесота Вайлд».
6 січня 2022 року Болді дебютував у НХЛ, забивши переможний гол у матчі проти «Бостон Брюїнс» гра звершилась з рахунком 3–2. 14 лютого 2022 року Метт оформив перший хет-трик у переможному матчі 7–4 проти «Детройт Ред Вінгз».
16 січня 2023 року «Міннесота Вайлд» продовжила контракт з Болді на 7 років.

## На рівні збірних
У складі юніорської збірної США бронзовий призер 2019 року.
У складі молодіжної збірної США чемпіон світу 2021 року.
Гравець збірної команди США.

## Статистика

### Клубні виступи
| Сезон        | Клуб               | Ліга         | Регулярний сезон | Регулярний сезон | Регулярний сезон | Регулярний сезон | Регулярний сезон | Плей-оф | Плей-оф | Плей-оф | Плей-оф | Плей-оф |
| Сезон        | Клуб               | Ліга         | І                | Г                | П                | О                | ШХ               | І       | Г       | П       | О       | ШХ      |
| ------------ | ------------------ | ------------ | ---------------- | ---------------- | ---------------- | ---------------- | ---------------- | ------- | ------- | ------- | ------- | ------- |
| 2016–17      | Декстер Скул       | Нова Англія  | 29               | 13               | 13               | 26               | 8                | —       | —       | —       | —       | —       |
| 2017–18      | США                | ХЛСШ         | 34               | 12               | 23               | 35               | 14               | 8       | 4       | 4       | 8       | 8       |
| 2018–19      | США                | ХЛСШ         | 28               | 17               | 26               | 43               | 16               | —       | —       | —       | —       | —       |
| 2019–20      | Бостонський коледж | ХС           | 34               | 9                | 17               | 26               | 8                | —       | —       | —       | —       | —       |
| 2020–21      | Бостонський коледж | ХС           | 22               | 11               | 20               | 31               | 4                | —       | —       | —       | —       | —       |
| 2020–21      | «Айова Вайлд»      | АХЛ          | 14               | 6                | 12               | 18               | 2                | —       | —       | —       | —       | —       |
| 2021–22      | «Айова Вайлд»      | АХЛ          | 10               | 4                | 6                | 10               | 6                | —       | —       | —       | —       | —       |
| 2021–22      | «Міннесота Вайлд»  | НХЛ          | 47               | 15               | 24               | 39               | 10               | 6       | 1       | 0       | 1       | 4       |
| 2022–23      | «Міннесота Вайлд»  | НХЛ          | 81               | 31               | 32               | 63               | 39               | 6       | 0       | 3       | 3       | 4       |
| 2023–24      | «Міннесота Вайлд»  | НХЛ          | 75               | 29               | 40               | 69               | 48               | —       | —       | —       | —       | —       |
| Усього в НХЛ | Усього в НХЛ       | Усього в НХЛ | 203              | 75               | 96               | 171              | 97               | 12      | 1       | 3       | 4       | 8       |

### Збірна
| Рік                | Команда            | Турнір             | Місце              |    | І  | Г  | П  | О | ШХ |
| ------------------ | ------------------ | ------------------ | ------------------ | -- | -- | -- | -- | - | -- |
| 2017               | США                | U17                | 1                  | 6  | 3  | 6  | 9  | 2 |    |
| 2019               | США                | ЮЧС18              | 3                  | 7  | 3  | 9  | 12 | 0 |    |
| 2021               | США                | МЧС                | 1                  | 7  | 5  | 2  | 7  | 2 |    |
| 2022               | США                | ЧС                 | 4-е                | 5  | 1  | 2  | 3  | 2 |    |
| 2024               | США                | ЧС                 | 5-е                | 8  | 6  | 8  | 14 | 2 |    |
| Молодіжна збірна   | Молодіжна збірна   | Молодіжна збірна   | Молодіжна збірна   | 20 | 11 | 17 | 28 | 4 |    |
| Національна збірна | Національна збірна | Національна збірна | Національна збірна | 13 | 7  | 10 | 17 | 4 |    |